# Karl Pfeifer (Schauspieler)
Karl Pfeifer (* 17. Juli 1953 in Wien; † 27. November 2022) war ein österreichischer Schauspieler, Kabarettist und Schriftsteller. Im Laufe seiner Karriere war er an mehr als 100 Film- und Fernsehproduktionen beteiligt. Bis 1980 war er auch als Sportler aktiv und gewann dabei vor allem als Boxer diverse Titel.

## Leben und Karriere
Karl Pfeifer wurde am 17. Juli 1953 in Wien geboren und wuchs in einer Großfamilie mit Eltern, Großmutter, Urgroßmutter und den Brüdern seiner Mutter auf. Im Jänner 1959 wurde sein Bruder Gerald geboren, der im Jahre 1987 im Alter von 28 Jahren starb. Nach dem Besuch der Volksschule besuchte Pfeifer eine Allgemeinbildende Höhere Schule, die er mit der Matura abschloss und danach Studien in der Forstwirtschaft und der Betriebswirtschaft begann. Seit seiner Geburt lebt Pfeifer in Wien – mit Ausnahme eines zweijährigen Aufenthaltes in Australien. Bis zum Jahre 1980 war Pfeifer als Sportler aktiv und gewann dabei vor allem als Boxer diverse Titel. In ebendiesem Jahr heiratete er auch seine Frau Beatrix, mit der er die vier Töchter Ursula, Julia, Maria und Barbara bekam. Seine Ausbildung zum Schauspieler erfolgte autodidakt. Von 1986 bis 1996 fungierte er als Burgschauspieler am Burgtheater in Wien und trat dabei in Stücken wie Der böse Geist Lumpacivagabundus, Umsonst, Die Zeit und das Zimmer, Hotel Ultimus, Liliom, Der Besuch der alten Dame, Romeo und Julia oder Der Impresario von Smyrna auf.
Als legitimer Nachfolger Helmut Qualtingers, als der sich Pfeifer sah, spielte er auch in weiteren Theaterproduktionen wie Inszenierungen des Herrn Karl oder Best of Qualtinger und in Stücken Qualtingers Alter Egos Travnicek. Ein weiteres Theaterstück, an dem er mitwirkte, war Scharfrichter Lang, ein Stück über Josef Lang, den letzten Scharfrichter Österreich-Ungarns. Außerdem spielte er im Musical City of Angels mit. Vor allem ab den 1980er bis in die 1990er Jahre war er im österreichischen Fernsehen präsent und wirkte im Laufe seiner Karriere an über 100 Film- und Fernsehproduktionen mit. Darunter waren unter anderem die Serie Tohuwabohu, in der er von 1991 bis 1998 in 48 Episoden zu sehen war, oder weitere Fernsehserien wie Die Knickerbocker-Bande, Eurocops, Mozart und Meisel oder die Tatort-Reihe. Bekannte Filme, in denen er zu sehen war, sind unter anderem Oh, du mein Österreich, Ein Film, Der blaue Diamant, Muttertag – Die härtere Komödie, Die Hure Babylon oder Bernhardiner & Katz.
Nebenbei wirkte er auch in Werbespots bekannter Marken wie Alvorada Kaffee, wo er in zwei Spots einen Taxifahrer mimte, Porsche, Nah & Frisch, Bankomat, Geflügelhof Fehringer, Kronen Zeitung oder Lotto-Toto. In Print- und Plakatkampagnen war er für Marken und Unternehmen wie Shell, IKEA, SchuhSki Bad Ischl, Adler Modemärkte, Männersache oder Bruno zu sehen. Als Kabarettist hatte Pfeifer drei Soloprogramme, mit denen er durch Österreich tourte, und spielte zudem zahlreiche Travnicek- und Qualtinger-Stücke. Insgesamt trat er als Autor von elf Büchern (Pfeifer 1, Pfeifer 2, Pfeifer 3, Pfeifer 4, Pfeifer 5, Tschecharantn-Lexikon, Aus der Welt der Zigarre, Whisk(e)y … Wasser des Lebens … Single Malt, De Wiener Söö, Schwarz-weiße Weihnachten und 198 kg: Fotografie mit Texten von Karl Pfeifer) in Erscheinung und hatte zahlreiche Publikationen in verschiedenen Printmedien. Zudem gab er diverse Lesungen – nicht nur seiner eigenen Werke, sondern auch Weihnachtliches oder Wiener Kaffeehausliteratur – zum Besten.
Als Genussmensch hegte der stark übergewichtige Pfeifer eine Leidenschaft für Kuba, kubanischen Zigarren, sowie Single-Malt-Whisky. Als Zigarren-Connaisseur und Malt-Whisky-Ambassador galt er auf beiden Gebieten als ein angesehener Fachmann.

## Filmografie (Auswahl)
- Tatort (Fernsehreihe)
- Die Knickerbocker-Bande (Fernsehserie)
- Oh, du mein Österreich
- Ein Film
- Eurocops (Fernsehserie)
- Mozart und Meisel (Fernsehserie)
- Beethoven
- 1991–1998: Tohuwabohu (Fernsehserie)
- 1993: Der blaue Diamant
- 1993: Muttertag – Die härtere Komödie
- 1994: Suvlaki ist Babylon: Komm, iß mit mir (Kurzfilm; Teil von Die Hure Babylon)
- 1997: Bernhardiner & Katz

## Werke (Auswahl)
- Pfeifer 1–5
- Tschecharantn-Lexikon
- Aus der Welt der Zigarre
- Whisk(e)y … Wasser des Lebens … Single Malt
- De Wiener Söö
- Schwarz-weiße Weihnachten
- 198 kg: Fotografie mit Texten von Karl Pfeifer
- Publikationen in diversen Printmedien